# Calanthemis trifasciatus
Calanthemis trifasciatus là một loài bọ cánh cứng trong họ Cerambycidae.